# Karl-Sudhoff-Institut
Das Karl-Sudhoff-Institut, vollständiger Name Karl-Sudhoff-Institut für Geschichte der Medizin und der Naturwissenschaften, ist eine Einrichtung an der Medizinischen Fakultät der Universität Leipzig. Mit seiner Gründung 1906 ist es das älteste medizinhistorische Institut der Welt, benannt nach seinem Gründer Karl Sudhoff (1853–1938).

## Geschichte
1899 hinterließ der Wiener Medizinhistoriker Theodor Puschmann (1844–1899), der sich in Leipzig habilitiert hatte, der Universität Leipzig ein bedeutendes Stiftungskapital zur Förderung der medizinhistorischen Forschung. Nach einigen Auseinandersetzungen mit Puschmanns Erben konnte am 1. April 1906 das Institut für Geschichte der Medizin in Leipzig als erstes der Welt eröffnet werden. Direktor des Instituts mit einem Institutsdiener als Personal wurde der 1905 zum außerordentlichen Professor ernannte Karl Sudhoff, der bis dahin als Hüttenarzt in der Eisenhütte Hochdahl tätig gewesen war. Bereits 1904 war er an der Medizinischen Akademie Düsseldorf zum außerordentlichen Professor der Medizingeschichte berufen worden.
Sitz des Instituts wurden sieben Räume im Gebäude Talstraße 35, in welches 1905 das Mathematische Institut als Nachfolger des Physikalischen eingezogen war. Die Mehrzahl der Räume diente als Bibliothek. Eigenbedarf des Mathematischen Instituts machte 1909 einen Umzug in das benachbarte Zoologische Institut, Talstraße 33, erforderlich. Diesem folgte 1915 ein Umzug ins Erdgeschoss des ehemaligen Taubstummeninstituts, Talstraße 38, das nach dem Umzug in das neue Taubstummeninstitut in der Karl-Siegismund-Straße von verschiedenen Universitätsinstituten genutzt wurde.

Frühere Quartiere des Instituts
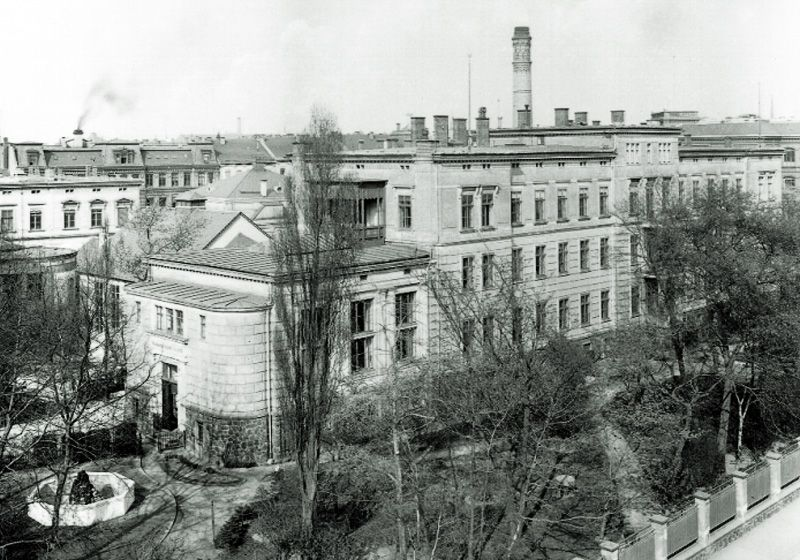
Mathematisches Institut 1906–1909
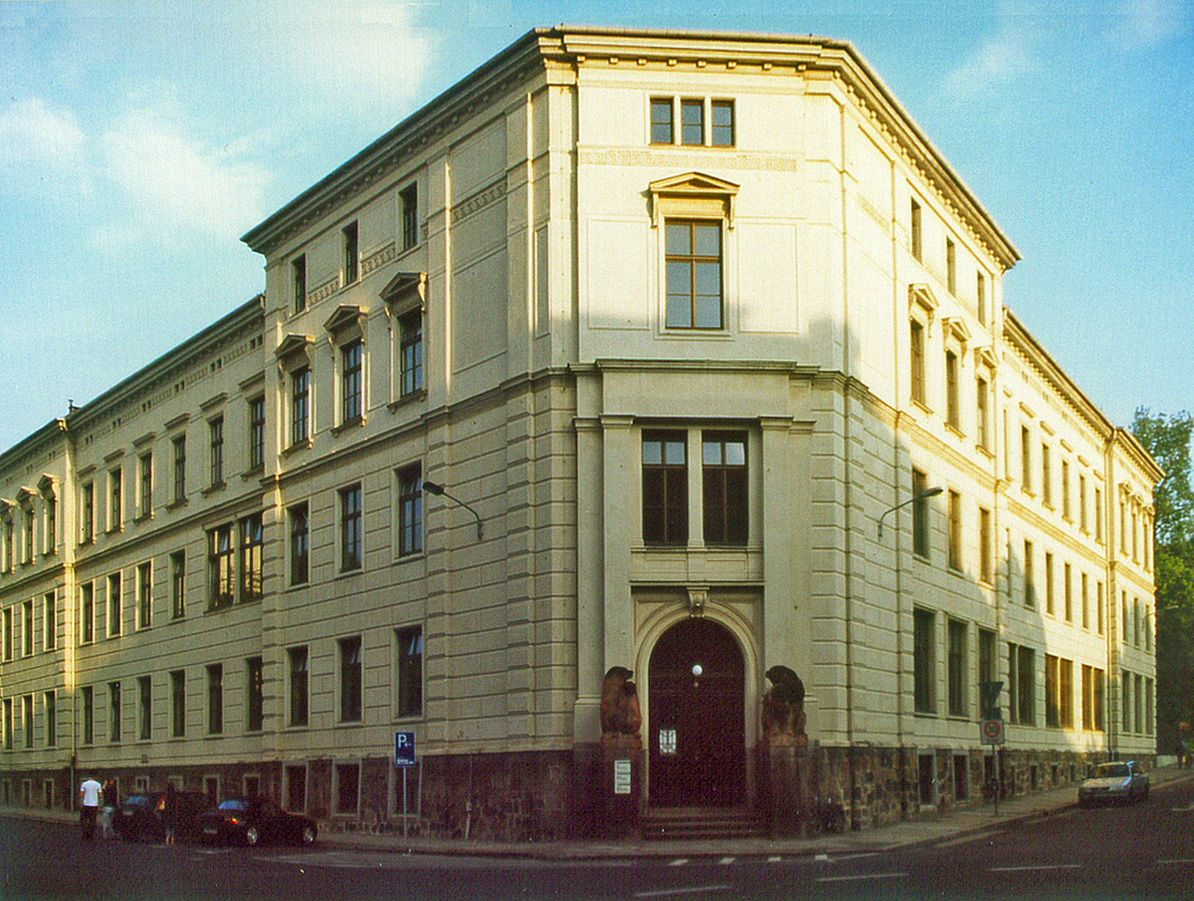
Zoologisches Institut 1909–1915 und 1936–2000
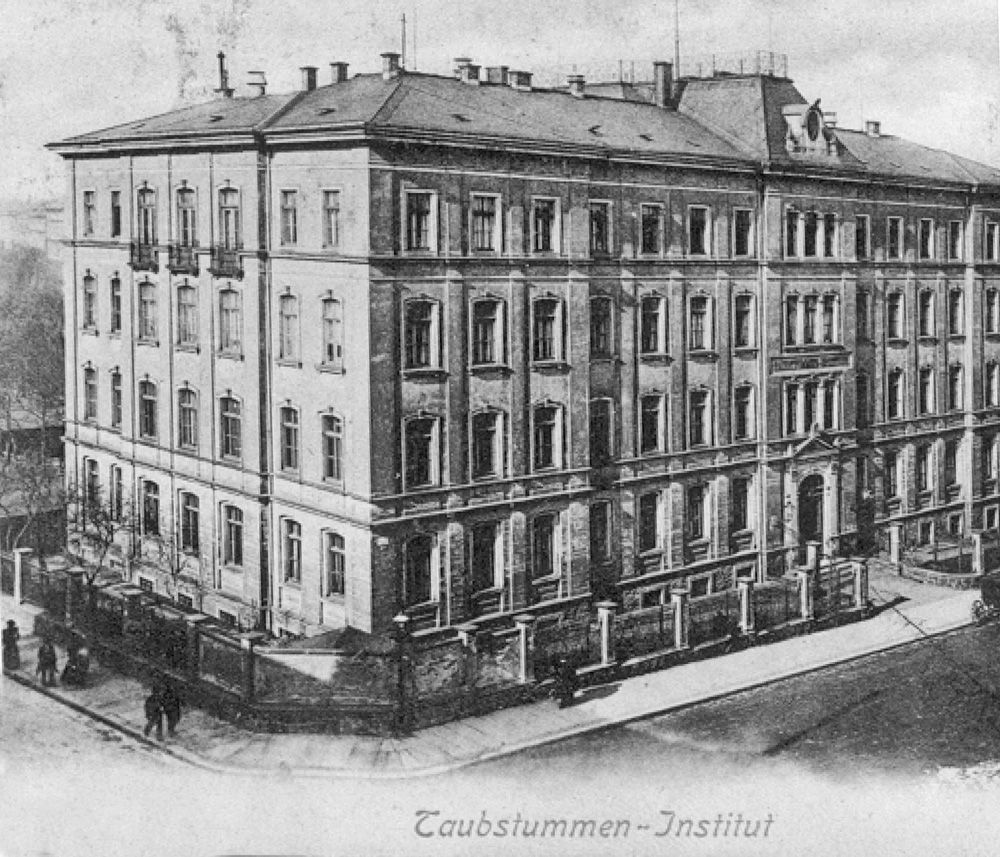
Taubstummenanstalt 1915–1936
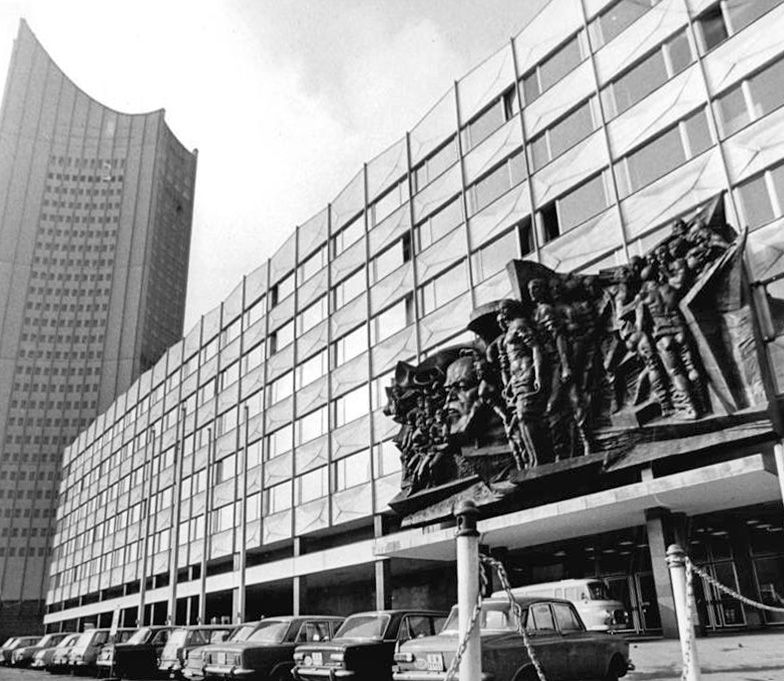
Uni-Hauptgebäude 2000–2006
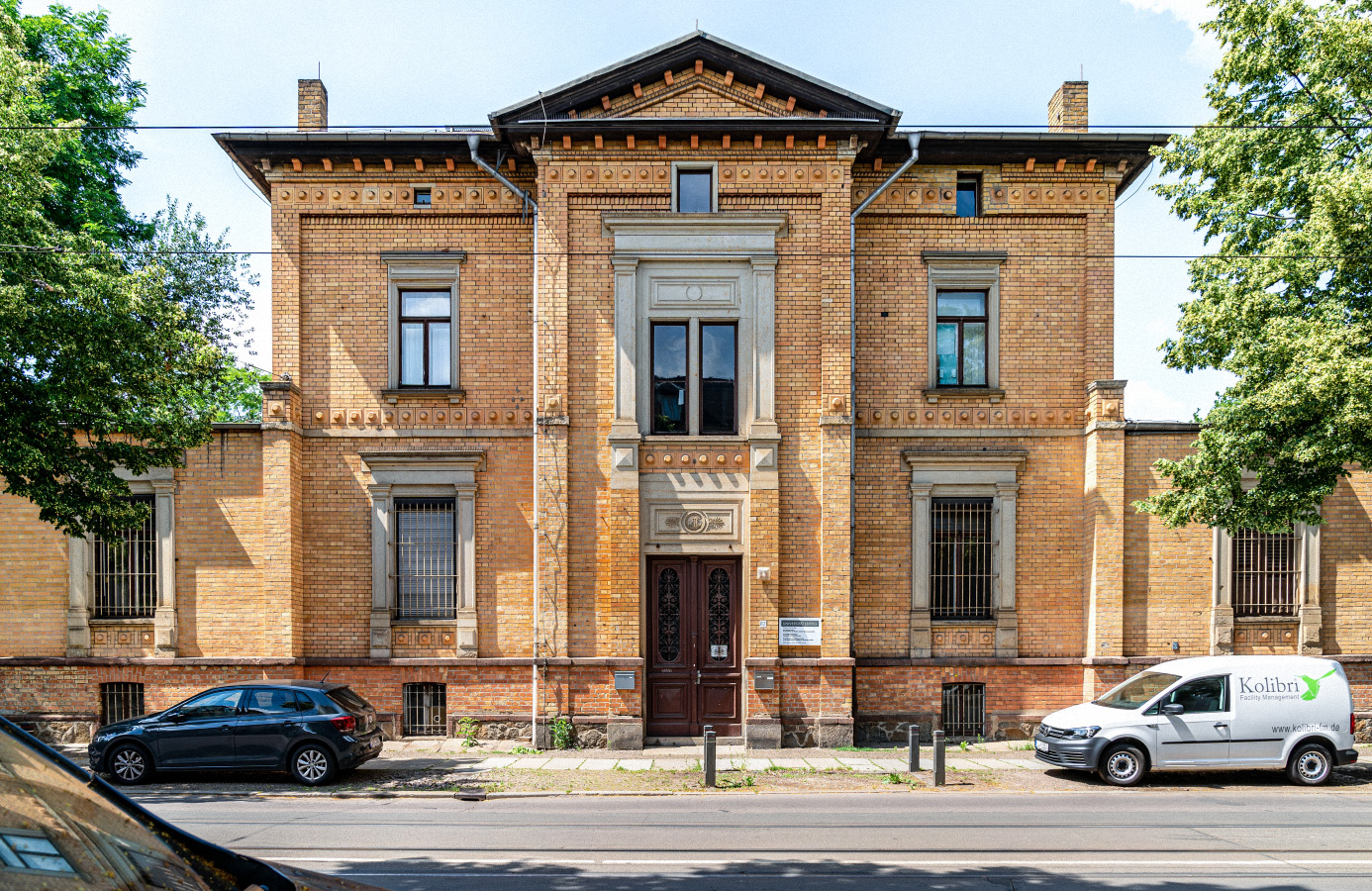
Villa Meyer 2006–2021

1913 wurde Sudhoff Honorarprofessor; sein Bemühen um ein Ordinariat als Zeichen der Gleichstellung der Medizingeschichte mit anderen medizinischen Disziplinen wurde erst 1919 erfüllt. 1925 wurde Karl Sudhoff emeritiert, arbeitete aber weiter im Institut. Sein Nachfolger wurde der Schweizer Henry Ernest Sigerist (1891–1957), dem nun auch Assistenten zur Verfügung standen, darunter Johann Daniel Achelis (1898–1963), Walter Pagel (1898–1983) und Owsei Temkin (1902–2002). Auch eine Sekretärin und eine Bibliothekarin, die einen jährlichen Bücherzuwachs von 1000 Bänden zu bewältigen hatte, gehörten unter Sigerist zum Institut.
1932 übernahm Henry Ernest Sigerist die Leitung des Instituts für Geschichte der Medizin an der Johns Hopkins University in Baltimore (USA). Nach einem zweijährigen Interregnum wurde Walter von Brunn (1876–1952) Direktor in Leipzig; er führte auch das Institut durch den Zweiten Weltkrieg und die schwere Zeit danach. Doch zunächst stand 1936 wieder ein Umzug an. Das Institut erhielt 20 Räume wiederum im Zoologischen Institut. Die Bibliothek hatte inzwischen 25.000 Bände. Die wertvollsten davon wurden 1943 in 144 Kisten in Gänge unter dem Schloss Mutzschen ausgelagert, von wo sie nach dem Krieg in die Sowjetunion verbracht wurden. Rückgabegesuche blieben erfolglos.
Weihnachten 1938 wurde auf Vorschlag von Brunns das Institut in Karl-Sudhoff-Institut für Geschichte der Medizin und Naturwissenschaften umbenannt, eine Ehre, die Karl Sudhoff um etwa zwei Monate nicht mehr erlebte. Das Zoologische Institut wurde im Krieg zwar beschädigt, der Institutsbetrieb konnte danach aber mühsam wieder aufgenommen werden. Das vorige Domizil im Taubstummeninstitut wurde total zerstört.
Unter den ab 1950 folgenden Direktoren gewann die Geschichte der Naturwissenschaften zunehmend an Bedeutung. Es wurde ein zweites Ordinariat geschaffen. Beide Professoren sollten sich als Direktor im Zweijahresrhythmus ablösen. Dazu kam es nicht, da der neben dem Internisten Felix Boenheim (1890–1960) nominierte Physiker Gerhard Harig (1902–1966) zunächst bis 1957 als Staatssekretär für das Hochschulwesen nach Berlin ging.
Die Umbrüche an der Universität im Zuge der deutschen Wiedervereinigung bestand das Karl-Sudhoff-Institut, verbunden mit einer Reduzierung des Personalbestandes, besonders auf Seiten der Geschichte der Naturwissenschaften. Der Umzug 1990 in das Hauptgebäude der Universität am Augustusplatz führte zu Platzeinbußen und damit verbundener Auslagerung eines Großteils der Bibliotheksbestände.
Als 2006 der Abriss des Universitätsgebäudes für den Neubau des Augusteums anstand, erhielt das Institut ein neues Domizil in der Käthe-Kollwitz-Straße in der ehemaligen Villa der Verlegers Herrmann Julius Meyer (1826–1909). 2021 zog das Institut in das Studienzentrum (Haus E) der Medizinischen Fakultät in der Liebigstraße 27.

## Institut
Das seit 1996 von Ortrun Riha geleitete Karl-Sudhoff-Institut mit den Abteilungen Geschichte der Medizin und Geschichte der Naturwissenschaften betreibt Lehre und Forschung. Es ist für die medizinhistorische Ausbildung der Human-, Zahn- und Veterinärmedizinstudenten verantwortlich. Dazu kommt die Medizinische Terminologie für Studierende ohne Lateinkenntnisse. Aktuell (2020) laufen Forschungsthemen zu deutsch-russischen Wissenschaftsbeziehungen des 18. und 19. Jahrhunderts sowie zur Homöopathie in Russland.
Die Bibliothek des Instituts, deren Aufbau bereits Karl Sudhoff aus Mitteln der Puschmann-Stiftung begonnen hatte, wurde ständig erweitert. 1994 hatte sie einen Umfang von 70.000 Bänden auf einer Regallänge von 1.200 Metern. Zu diesem Zeitpunkt wurde sie der Zentralbibliothek Medizin der Universitätsbibliothek Leipzig zugeordnet. Schließlich wurden 2018 die älteren Bände in die Bibliotheca Albertina und die neueren Titel in die Zentralbibliothek Medizin in der Liebigstraße überführt, sodass die Bibliothek des Karl-Sudhoff-Instituts als solche nicht mehr existiert. Der Verkauf von Sudhoffs wertvoller Handbibliothek ist inzwischen angelaufen.
Sudhoff hatte ebenfalls mit der Sammlung historischer medizinischer Sachzeugen begonnen, die von seinen Nachfolgern fortgeführt wurde. Dabei handelt es sich vornehmlich um medizinische Instrumente oder Instrumentensätze aus dem Ende des 19. und dem Beginn des 20. Jahrhunderts, aber auch zum Teil bis ins 16. Jahrhundert zurückreichend, und bis zu Nachbildungen aus römischer Zeit von in anderen Sammlungen vorhandenen Objekten. Die Objekte sind in einer Datenbank erfasst, die 2005 über 4.600 Einträge aufwies. Mit den Objekten wurden bisher zahlreiche Ausstellungen organisiert. Darüber hinaus gibt es eine Porträtsammlung mit Darstellungen von rund 6.400 Medizinerinnen und Medizinern in Form von Reproduktionen und Fotos. Bis 1998 gehörten dazu auch rund 880 Originalgrafiken mit Ärzteporträts, die seitdem in der Kustodie der Universität Leipzig fachgerecht aufbewahrt werden.

## Direktoren
- 1906–1925: Karl Sudhoff
- 1925–1932: Henry Ernest Sigerist
- 1932–1950: Walter von Brunn
- 1950–1957: Felix Boenheim
- 1957–1966: Gerhard Harig
- 1966–1969: Hans Wußing (kommissarisch)
- 1969–1977: Stanislaw Schwann
- 1977–1982: Hans Wußing
- 1982–1996: Achim Thom
- seit 1996: 00Ortrun Riha